# Wegkapelle (Polski Świętów)

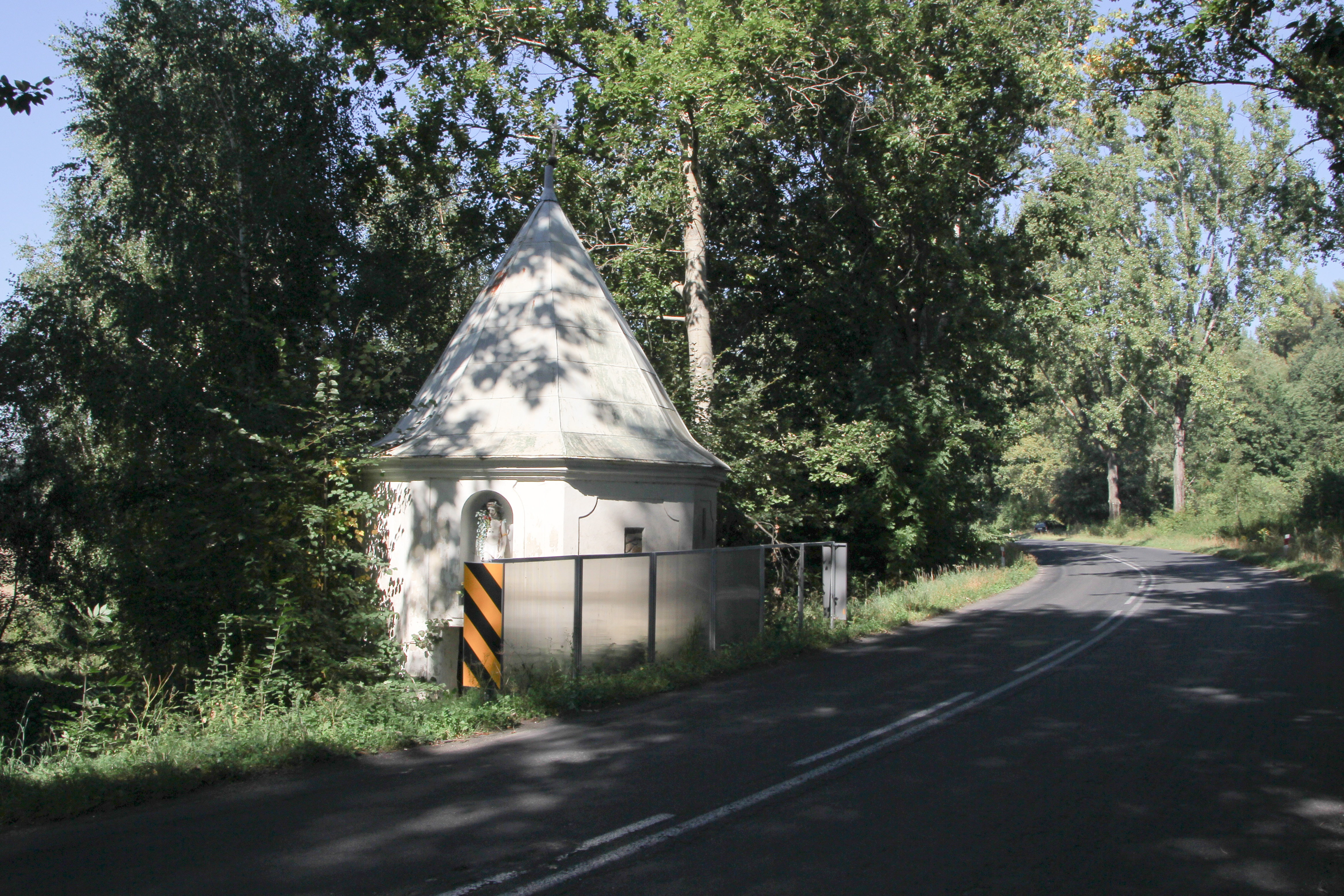
Die Kapelle

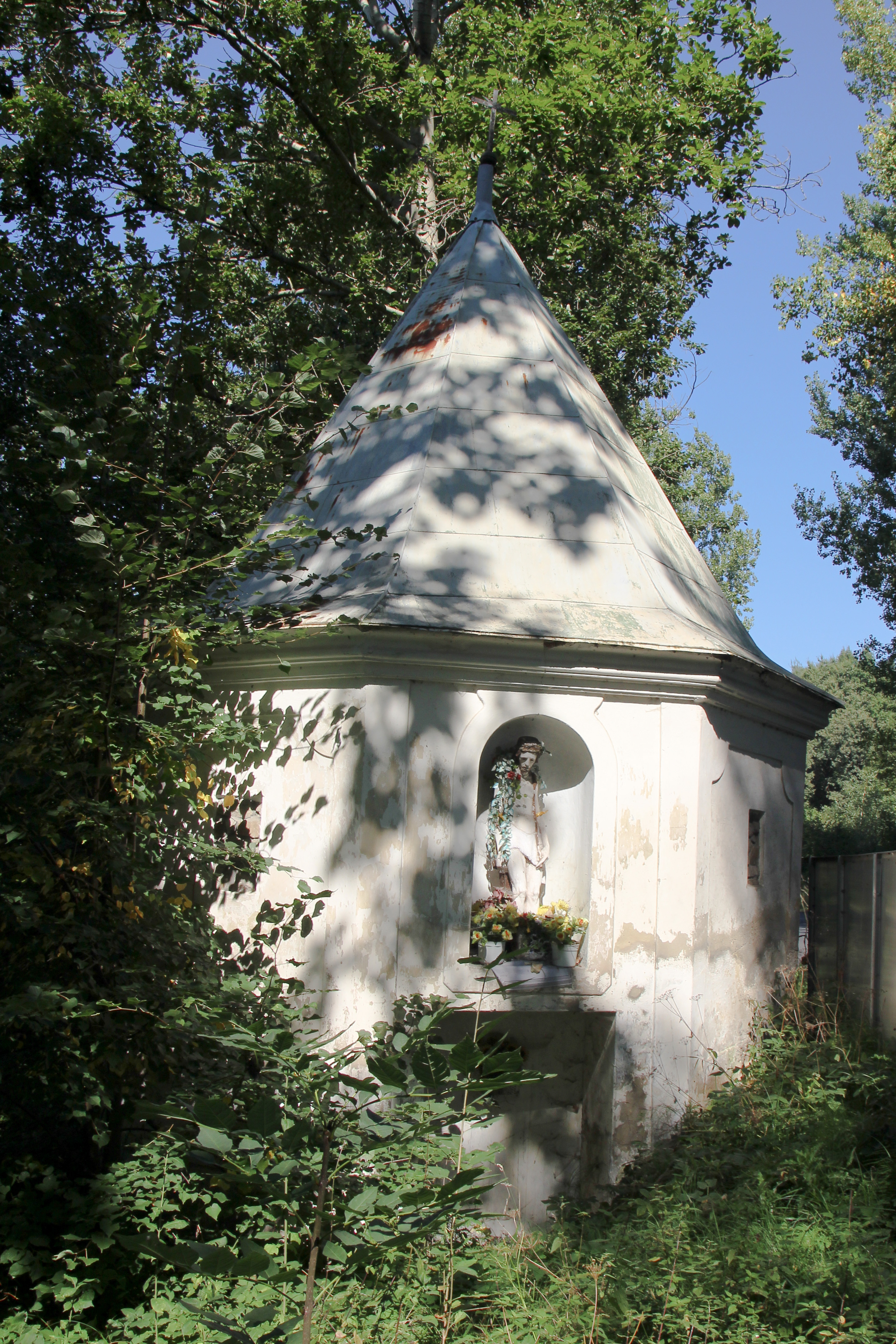
Die Kapelle

Die Wegkapelle bei Polski Świętów (deutsch Alt Wette) ist eine römisch-katholische Kapelle an der Straße zwischen Polski Świętów und Przełęk (Preiland). Die achteckige Kapelle im barocken Stil stammt aus dem frühen 18. Jahrhundert. Sie wurde auch als Zirbische Kapelle bezeichnet. Zur Kapelle fand früher jährlich ein Bittgang statt.

## Geschichte
Die Kapelle war eine Stiftung von Kaspar Zirbise (Kaspar Cirbis), einem Bauern aus dem Ort, zu Ehren der schmerzhaften Mutter Gottes und wurde 1704 durch den Maurermeister Michael Kunert erbaut. Die Jahreszahl sowie die Inschrift „Gott zu Lob und seiner Mutter zu Ehren ist diese Kapelle anno 1704 von Kasper Zirbise Bauer allhier erbaut worden. Michael Kunert, Maurer-Meister.“ befinden sich an einem Dachbalken der Kapelle. 1863 wurde die Kapelle durch die Bürger renoviert. Dabei wurde das vorherige Schindeldach durch ein Schieferdach ersetzt und die Außenwände wurden verputzt. Die vorher vorhandenen Malereien von zwei Engelsfiguren mit Leidenswerkzeugen in den Händen wurden wegen ihres schlechten Zustands übermalt. Am 23. August 1863 fand die feierliche Einweihung statt. 1928 wurde die Kapelle erneut renoviert und dabei der Knopf der Dachspitze abgenommen. In diesem befand sich noch ein Schriftstück. Die Kapelle wurde unter Denkmalschutz gestellt.

## Architektur und Ausstattung
Bei der Wegkapelle handelt es sich um ein achteckiges barockes Bauwerk aus Stein mit verputzter Fassade und einem hohen spitz zusammenlaufenden Dach. Sie hat zwei runde Fensteröffnungen und vier Stichkappen im Gewölbe. In der Nische mit Rundbogen über dem Eingang befand sich ursprünglich eine hölzerne Figur Jesu im Stil des Ecce homo mit einer Größe von 1,40 Metern. Diese befindet sich heute in der Kirche in Polski Świętów. An ihrer Stelle befindet sich heute eine steinerne Figur Jesu. Im Inneren der Kapelle befinden sich noch teilweise erhaltene barocke Wandmalereien. Außerdem befanden sich dort auch ursprünglich barocke hölzerne Figuren der heiligen Maria Magdalena und eine Pieta im Stil der Mater Dolorosa, die beide von 1703 stammten, sowie eine Johannesfigur und zwei Cherubinen. An der Rückseite der Mater Dolorosa befand sich die Inschrift „Gott zu Lob, seinem Sohn Christo Jesu zu Ehren und seiner wertesten Mutter Maria zu Lieb ist dieses Bildnis von einem Liebhaber anno 1703 aufgerichtet worden“. Die Cherubinen sind verloren gegangen und 1863 wurden Ersatzfiguren hergestellt. Auch Kreuzwegstationen gehörten zur Ausstattung der Kapelle, von der auch Teile abhandengekommen sind.